# Talentless
Talentless (litt. « Sans talent »), également connue au Japon sous le nom de Munō na Nana (無能なナナ, litt. « Nana sans talent »), est une série de manga écrite par Looseboy et dessinée par Iori Furuya. L'histoire suit la jeune Nana Hiiragi qui a reçu pour mission l'élimination des « ennemis de l'humanité » se trouvant dans une école sur une île isolée au milieu de la mer. Le manga est actuellement prépublié dans le magazine Monthly Shōnen Gangan de Square Enix depuis juillet 2014. La version française est publiée par Doki-Doki depuis juin 2018,. La série est également connue sous son nom anglais Talentless Nana.
Une adaptation en une série télévisée d'animation par le studio Bridge est diffusée entre le 4 octobre et le 27 décembre 2020,.

## Intrigue
Les « Prodiges » désignent les jeunes disposant de super-pouvoirs qui leur sont propres. Ils ont été rassemblés dans une école sur une île isolée et sont entraînés jour et nuit pour combattre une menace appelée « les ennemis de l'humanité ». Nakajima Nanao est l'un d'entre eux, mais comme il n'a jamais montré ses capacités, il est ridiculisé dans sa classe et certains le considèrent comme étant « sans pouvoir ». Puis un jour, deux élèves transférés apparaissent devant Nanao. L'une des élèves transférés, Nana Hiiragi, a forcé la main de Nanao pour qu'il devienne le délégué de la classe, un titre auquel il doit rivaliser avec d'autres candidats. Toutefois, un certain incident s'est produit, et à partir de là, la bataille contre les « ennemis de l'humanité » a commencé.

## Personnages
Nana Hiiragi (柊 ナナ, Hiiragi Nana)
Voix japonaise : Rumi Ōkubo (en),
Le personnage principal de la série. Elle dit posséder le pouvoir de lire dans les pensées.
Nanao Nakajima (中島 ナナオ, Nakajima Nanao)
Voix japonaise : Hiro Shimono,
Tête de turc de sa classe, il se fait prendre sous l'aile de Nana qui l'érigera au rang de leader de la classe avant de le tromper et de le pousser de la falaise.
Kyōya Onodera (小野寺 キョウヤ, Onodera Kyōya)
Voix japonaise : Yūichi Nakamura,
Nouvel élève transféré en même temps que Nana, il est quelqu'un d'assez observateur mais ne sait pas comment agir pour se faire des amis. Il possède le pouvoir de l'immortalité mais ne possède pas d'odorat et sa mémoire est limité à deux ans en contrepartie.
Michiru Inukai (犬飼 ミチル, Inukai Michiru)
Voix japonaise : Mai Nakahara,
Élève timide de la classe de Nana, elle possède le pouvoir de soigner les blessures en les léchant au prix de son espérance de vie. Les filles s'amusent à lui jouer des tours à cause de sa naïveté. Par la suite, elle se liera d'amitié avec Nana.
Yōhei Shibusawa (渋沢 ヨウヘイ, Shibusawa Yōhei)
Voix japonaise : Toshiki Masuda,
Justicier dans l'âme, Yohei Shibusawa est un élève de la classe de Nana pouvant remonter dans le temps. Cependant, il ne peut remonter au delà de 24 heures et il est renvoyé dans le présent si quelqu'un le voit.
Moguo Iijima (飯島 モグオ, Iijima Moguo)
Voix japonaise : Takuya Nakashima,
Moguo Iijima est la petite brute de sa classe, il est le principal harceleur de Nanao. En dehors des apparences, il a un sens des valeurs auprès des filles et, malgré son impulsivité, il serait incapable de tuer quelqu'un. Il possède le pouvoir de manipuler le feu.
Souta Saito (斉藤 ソウタ, Saito Souta)
Voix japonaise : Yūki Inoue,
Ami de Moguo, il possède le pouvoir d'imiter les voix.
Rentarô Tsurumigawa (子分B, Tsurumigawa Rentarô)
Voix japonaise : Takeo Ōtsuka,
Ami de Moguo également, il possède le pouvoir de projection astrale mais son âme quitte son corps dès qu'il est stressé.
Kosakai Shoichi (子分C, Shoichi Kosakai)
Voix japonaise : Yoshitaka Yamaya,
Il possède le pouvoir d'attirer les objets métallique à lui grâce à la force magnétique.
Seiya Kori (郡 セイヤ, Kori Seiya)
Voix japonaise : Hiromichi Tezuka,
Rival de Moguo autant dans son élément que par la popularité, Seiya Kori est un élève populaire de la classe de Nana. Il se veut d'un charisme et d'une élégance d'un gentleman et se montre romantique avec sa petite amie.
Kirara Habu (羽生 キララ, Habu Kirara)
Voix japonaise : Yukina Tsutsumi,
Amie de Kaori Takanashi, elle est l'une des filles qui harcèle Michiru. Il s'agit d'une fille assez populaire, arrogante et malicieuse qui est obligé de se nourrir d'animaux venimeux pour entretenir son pouvoir de poison.
Kaori Takanashi (高梨 カオリ, Takanashi Kaori)
Voix japonaise : Yurie Kozakai,
La seconde harceleuse de Michiru, elle est vue comme quelqu'un de populaire, qui fait très attention au physique, jusqu'aux lentilles, prenant ainsi, énormément de temps à se préparer le matin. Heureusement que son pouvoir de téléportation lui permet d'arriver en cours à l'heure.
Tsunekichi Hatadaira (葉多平 ツネキチ, Hatadaira Tsunekichi)
Voix japonaise : Atsushi Tamaru,
Arrogant pervers, Tsunekichi est un opportuniste qui se croit intouchable grâce à son pouvoir. Ce dernier peut obtenir dans son sommeil, 5 photographies qui prédisent l'avenir s'il garde avec lui un appareil photo instantané. Selon lui, le futur ne peut être modifier.
Yūka Sasaki (佐々木 ユウカ, Sasaki Yūka)
Voix japonaise : Miyu Tomita,
Élève enjoué, elle dit que son pouvoir est une force hors du commun. Cependant, elle ne peut pas l'utiliser près d'animaux. Elle reste souvent avec Shinji, dit le nécromancien.
Shinji Kazama (風間 シンジ, Kazama Shinji)
Voix japonaise : Aiko Ninomiya,
Shinji est un élève morbide qui pourrait contrôler les morts, néanmoins, il n'est presque jamais présent en cours et reste exclusivement avec Yūka Sasaki.
Ryūji Ishii (石井 リュウジ, Ishii Ryūji)
Voix japonaise : Tomohiro Ono,
Petit ami de Fūko Sorano, il est très populaire dans sa classe par son humour bancale et son caractère comique. Son pouvoir consiste à pouvoir rétrécir son corps jusqu'à même pouvoir rentrer dans les pores de la peau. 
Fūko Sorano (空野 フウコ, Sorano Fūko)
Voix japonaise : Yuna Kamakura,
Utilisatrice de l'élément du vent, elle est la petite amie de Ryūji Ishii. Plutôt discrète par rapport à son petit copain, elle devient par la suite une fidèle amie à Kyōya Onodera, l'assistant dans ses démarches.
Professeur principal (担任教師, Tannin Kyōshi)
Voix japonaise : Atsushi Kōsaka,
Le professeur principal de la classe de Nana, il semble facilement désemparé et influençable, ne pouvant pas grand chose pour aider les élèves dans le besoin et ignorant les harcèlements.
Jin Tachibana (橘 ジン, Tachibana Jin)
Voix japonaise : Kōji Yusa,
Un ancien élève de l'école de cette île. Il dit avoir survécu à un massacre entre lui et ses camarades quelques années auparavant et que seul le plus fort a pu survivre. Il peut prendre l'apparence de n'importe quelle personne possédant un pouvoir mais seulement lorsque personne ne le regarde et peut même copier le pouvoir de la personne dont il a l'apparence. Il semble pouvoir être potentiel allié pour la suite des événements, même s'il est difficile de cerner ses intentions.

## Productions et supports

### Manga
Munō na Nana (無能なナナ), écrit par Looseboy et dessiné par Iori Furuya, est prépublié depuis le numéro de juin 2017 du magazine de prépublication de seinen manga, le Monthly Shōnen Gangan, paru le 12 mai 2016. Les chapitres sont rassemblés et édités dans le format tankōbon par Square Enix avec le premier volume publié en février 2017 ; la série compte à ce jour treize volumes tankōbon.
En avril 2018, Doki-Doki a annoncé l'acquisition de la licence du manga pour la version française et dont le premier volume est sorti en juin 2018,. Une version anglaise est publiée numériquement par Crunchyroll depuis septembre 2018. bilibili publie également en ligne une version en chinois simplifié de la série. Kadokawa Taiwan édite une version en chinois traditionnel depuis août 2020.

#### Liste des volumes
| no | Japonais        | Japonais          | Français          | Français          |
| no | Date de sortie  | ISBN              | Date de sortie    | ISBN              |
| -- | --------------- | ----------------- | ----------------- | ----------------- |
| 1  | 22 février 2017 | 978-4-7575-5153-4 | 6 juin 2018       | 978-2-81894-522-3 |
| 2  | 22 mai 2017     | 978-4-7575-5345-3 | 4 juillet 2018    | 978-2-81894-891-0 |
| 3  | 22 janvier 2018 | 978-4-7575-5586-0 | 12 septembre 2018 | 978-2-81894-703-6 |
| 4  | 22 octobre 2018 | 978-4-7575-5873-1 | 3 avril 2019      | 978-2-81894-723-4 |
| 5  | 12 juillet 2019 | 978-4-7575-6193-9 | 8 janvier 2020    | 978-2-81897-631-9 |
| 6  | 11 avril 2020   | 978-4-7575-6588-3 | 7 octobre 2020    | 978-2-81897-960-0 |
| 7  | 12 octobre 2020 | 978-4-7575-6894-5 | 9 juin 2021       | 978-2-81898-558-8 |
| 8  | 11 juin 2021    | 978-4-75757-315-4 | 8 décembre 2021   | 978-2-81898-938-8 |
| 9  | 12 février 2022 | 978-4-75757-738-1 | 9 novembre 2022   | 978-2-81899-649-2 |
| 10 | 12 octobre 2022 | 978-4-75758-196-8 | 16 août 2023      | 979-10-411-0080-4 |
| 11 | 12 juillet 2023 | 978-4-75758-658-1 | 6 mars 2024       | 979-10-411-0543-4 |
| 12 | 12 avril 2024   | 978-4-7575-9148-6 | 5 février 2025    | 979-10-411-1146-6 |
| 13 | 12 février 2025 | 978-4-7575-9670-2 |                   |                   |

### Anime
Une adaptation en une série télévisée d'animation a été annoncée par Square Enix le 7 avril 2020,. Celle-ci est réalisée par Shinji Ishihira chez Bridge avec Fumihiko Shimo supervisant les scripts et Satohiko Sano participant comme character designer,. Le design des accessoires est réalisé par Yuji Shibata avec Masaaki Kawaguchi en tant que directeur artistique dont Ken Kawai est crédité pour les arrières-plans et Yukiko Ario pour le choix des couleurs ; Teruyuki Kawase est le directeur de la photographie et Toshio Henmi assure le montage,. La direction de la production sonore est assurée par Hiroto Morishita tandis que Noriki Izuno gère le bruitage ; la bande originale est composée par Yasuharu Takanashi chez Nippon Columbia,. Celle-ci est diffusée entre le 4 octobre et le 27 décembre 2020 sur AT-X, Tokyo MX, SUN,  et un peu plus tard sur TVA et BS Fuji,. Treize épisodes composent la série, répartis dans quatre coffrets Blu-ray/DVD.
Wakanim détient les droits de diffusion en simulcast de la série dans les pays francophones sous le titre Talentless Nana ; mais également dans les pays nordiques et dans les pays russophones,. Funimation diffuse la série en Amérique du Nord, tandis qu'en Asie, Muse Asia se charge de sa diffusion.
La chanson de l'opening, intitulée Broken Sky, est interprétée par Miyu Tomita, tandis que celle de l'ending, intitulée Bakemono to yobarete (バケモノと呼ばれて), est interprétée par Chiai Fujikawa (ja).

#### Liste des épisodes
| No | Titre français                         | Titre japonais                  | Titre japonais                             | Date de 1re diffusion |
| No | Titre français                         | Kanji                           | Rōmaji                                     | Date de 1re diffusion |
| -- | -------------------------------------- | ------------------------------- | ------------------------------------------ | --------------------- |
| 1  | Sans-pouvoir                           | 無能力                          | Munōryoku                                  | 4 octobre 2020        |
| 2  | Saut dans le temps                     | 時間遡行                        | Jikan sokō                                 | 11 octobre 2020       |
| 3  | Prodige contre sans-pouvoir            | 能力者ＶＳ．無能力者            | Nōryoku-sha Bāsasu Munōryoku-sha           | 18 octobre 2020       |
| 4  | Guérison                               | ヒーリング                      | Hīringu                                    | 25 octobre 2020       |
| 5  | Prodige contre sans-pouvoir, 2e partie | 能力者ＶＳ．無能力者 ＰＡＲＴ２ | Nōryoku-sha Bāsasu Munōryoku-sha Pāto Tsū  | 1er novembre 2020     |
| 6  | Nécromancie                            | ネクロマンサー                  | Nekuromansā                                | 8 novembre 2020       |
| 7  | Nécromancie, 2e partie                 | ネクロマンサー ＰＡＲＴ２       | Nekuromansā Pāto Tsū                       | 15 novembre 2020      |
| 8  | Prodige contre sans-pouvoir, 3e partie | 能力者ＶＳ．無能力者 ＰＡＲＴ３ | Nōryoku-sha Bāsasu Munōryoku-sha Pāto Surī | 22 novembre 2020      |
| 9  | La Survie des plus aptes               | 適者生存                        | Tekisha seizon                             | 29 novembre 2020      |
| 10 | La Lame invisible                      | 見えざる刃                      | Miezaru yaiba                              | 6 décembre 2020       |
| 11 | La Lame invisible, 2e partie           | 見えざる刃 ＰＡＲＴ２           | Miezaru yaiba Pāto Tsū                     | 13 décembre 2020      |
| 12 | La Lame invisible, 3e partie           | 見えざる刃 ＰＡＲＴ３           | Miezaru yaiba Pāto Surī                    | 20 décembre 2020      |
| 13 | Résurrection                           | リバイバル                      | Ribaibaru                                  | 27 décembre 2020      |